# Liaison en français
Pour les articles homonymes, voir Liaison.
En langue française, la liaison est une altération de la prononciation des mots en fonction des mots voisins figurant dans le même énoncé qui consiste en l'insertion entre deux mots contigus dont, phonétiquement, le premier se termine et le second commence par une voyelle, d'une consonne qui n'apparaît pas quand ces deux mots sont prononcés isolément. Par exemple, entre le déterminant les [le] et le substantif enfants [ɑ̃fɑ̃], tout locuteur natif insérera un [z] dit de liaison. Du point de vue de la phonétique, la liaison est une forme de paragoge, donc un métaplasme.
On considère souvent la liaison (ainsi que l'élision) comme une méthode de résolution euphonique des hiatus, suivant en cela une opinion émise au XVIIe siècle déjà par les théoriciens du vers classique. Mais cette thèse est aujourd'hui très sérieusement contestée par des études s'appuyant sur l'histoire de la langue aussi bien que sur les processus d'apprentissage mis en œuvre par les enfants. Il ne semble pas, en effet, que l'usage spontané du français ait jamais connu une règle générale d'évitement des hiatus.
Alors que, dans l’écriture, la liaison (potentielle ou effective) est représentée par la dernière lettre du premier des deux mots qu'elle unit, dans la langue orale, c’est au début du deuxième mot qu’elle se fait entendre. Ainsi, si, pour quelque raison, une pause est marquée entre « les » et « enfants » dans « les enfants », on dira /le zɑ̃fɑ̃/ et non /lez ɑ̃fɑ̃/.
À la différence des consonnes parfois dites « éphelcystiques » (comme le /t/ dans donne-t-il), la consonne de liaison est conditionnée par l'étymologie et la phonétique historique de la langue : c'est une consonne finale ancienne qui s'est amuïe mais qui est susceptible de se maintenir devant une voyelle initiale. Ainsi, on peut considérer, sous l'angle synchronique et grammatical, qu'il s'agit d'une modification de certains mots tandis que, sous l'angle diachronique et phonétique, c'est la survivance, dans certains contextes, d'une prononciation plus ancienne.

## En pratique
Bon nombre de liaisons n'appartenant pas à l'usage le plus spontané, leurs conditions de réalisation sont assimilées au cours de l’apprentissage de la lecture. En gros, l'orthographe moderne renseigne sur le point d'articulation de la consonne de liaison éventuelle, mais elle ne permet pas de prévoir si celle-ci sera voisée ou non, pas plus qu'elle ne renseigne sur l'opportunité de lier. On a par exemple (la transcription suit l'API, où la liaison est indiquée entre la consonne et la voyelle par le tirant souscrit [‿]) :
- -c → [k] : croc de boucher = [kʁo də buʃe] ~ croc-en-jambe = [kʁɔk‿ ɑ̃ ʒɑ̃b] (dans quelques locutions figées seulement)
- -d → [t] : grand roi = [gʁɑ̃ ʁwa] ~ grand homme = [gʁɑ̃t‿ ɔm]
- -g → [k] : sang neuf = [sɑ̃ nœf] ~ sang impur = [sɑ̃k‿ ɛ̃pyʁ] (prononciation vieillie, sortant d'usage sauf dans quelques locutions figées)
- -p → [p] : trop grand = [tʁo gʁɑ̃] ~ trop aimable = [tʁop‿ ɛmabl]
- -r → [ʁ] : premier fils = [pʁəmje fis] ~ premier enfant = [pʁəmjɛʁ‿ ɑ̃fɑ̃]
- -s → [z] : les francs = [le fʁɑ̃] ~ les euro = [lez‿ øʁo]
- -t → [t] : pot de terre = [po də tɛʁ] ~ pot-au-feu = [pot‿ o fø]
- -x → [z] : mieux manger = [mjø mɑ̃ʒe] ~ mieux être [mjøz‿ ɛtʁ].

S'il y a lieu, les voyelles nasales (-an, -en, -in, -ein, -un, -on, etc.) se lient par [n] tandis que la voyelle se dénasalise le plus souvent :
- avec dénasalisation : bon repas = [bɔ̃ ʁəpɑ] ~ bon appétit [bɔn‿ apeti], certain collègue = [sɛʁtɛ̃ kɔlɛɡ] ~ certain ami [sɛʁtɛn‿ ami] ;
- sans dénasalisation : est concerné un petit nombre de mots comme aucun, bien, en, on, rien, un et, selon les locuteurs, non ainsi que les possessifs (mon, ton, son) : aucun chat = [okœ̃ ʃa] ~ aucun être [okœ̃n‿ ɛtʁ], mon petit [mɔ̃ pəti] ~ mon enfant [mɔn‿ ɑ̃fɑ̃] ou [mɔ̃n‿ ɑ̃fɑ̃] (dans ces derniers cas, des réalisations dénasalisées se rencontrent aussi)[1].

## Catégories
Plus la cohésion grammaticale de deux mots est forte, plus la liaison aura de chances d'intervenir entre eux. La plupart des liaisons absolument spontanées et inévitables prennent place entre un mot principal et un clitique, mot outil dépourvu d'accent tonique propre mais qui constitue un seul groupe accentuel avec ledit mot principal. Grossièrement, on a tenté de définir trois catégories de liaisons en français. On distingue : la liaison obligatoire, la liaison facultative et la liaison interdite (disjonction).
Mais la délimitation entre ces trois catégories est à prendre avec prudence car elle est très loin de faire l'unanimité. La distinction entre liaison facultative et liaison interdite est particulièrement floue : des liaisons que certains admettent comme pédantes ou recherchées peuvent être insupportables à d'autres. Certains arbitres, au contraire, peinent à admettre comme facultatives des liaisons qui sont prescrites par l'enseignement scolaire de la langue mais n'appartiennent pas pour autant aux usages les plus spontanés.

### Liaison obligatoire
On sentira comme une erreur de prononciation (et non comme une liberté prise par rapport à la norme) l'omission d'une telle liaison, quel que soit le registre de langue (de la langue soutenue à la langue vulgaire). La liaison est obligatoire :
- entre le déterminant et son nom, le nom et l'adjectif qui le précède : un enfant, les enfants, petits enfants, grand arbre, tout homme, deux ours, vingt euros
- entre le pronom personnel (ainsi que en et y) et son verbe, ainsi que l'inverse : nous avons, elles aiment, on ouvre, ont-ils, prends-en, allons-y[N 3]
- entre une préposition (surtout monosyllabique) et son régime : sous un abri, sans un sou, dans un salon
- dans certains mots composés et locutions figées plus ou moins lexicalisées : c'est-à-dire, de temps en temps, États-Unis, Nations unies, non-agression, petit à petit, peut-être, pied-à-terre, premier avril.

### Liaison facultative
S'il existe des liaisons réellement obligatoires, d'autres ne sont « obligatoires » que dans la langue soutenue, et donc surtout lors de la diction en public de discours écrits, ou au moins  influencés par l'expression écrite. De façon générale, le nombre de liaisons tend à augmenter au fur et à mesure que le style oral devient plus recherché. Voici quelques-unes de ces liaisons facultatives parmi les plus employées, mais souvent omises dans la langue familière :
- entre les formes du verbe être et l'attribut du sujet : ils sont incroyables, c'est impossible, vous êtes idiots ;
- entre les formes des auxiliaires avoir ou être et le participe passé : ils ont aimé, elle est allée, nous sommes arrivés ;
- après une préposition polysyllabique :  après une heure, pendant un siècle ;
- après un adverbe modifiant le mot qui le suit : assez intéressant, mais aussi, pas encore, plus ici, très aimable, trop heureux ;
- entre un nom au pluriel et l'adjectif qualificatif qui le suit : des enfants agréables, des bois immenses, des habits élégants ;
- entre un verbe et ses compléments : elle prend un billet, ils vont à Paris, nous voyageons ensemble, je crois en Dieu, il faut passer à table.

Selon leur fréquence, elles sont plus ou moins pédantes : ils ont‿attendu avec liaison entre ont et attendu semble bien moins pédant que tu as‿attendu (rappelons que les formes courantes orales seraient plutôt [izɔ̃atɑ̃dy] et [taatɑ̃dy] voire [taːtɑ̃dy]). Quand le mot finit par un r suivi d'une consonne muette pouvant faire liaison, la liaison n'est faite que dans un langage très apprêté ; d'ordinaire, c'est le r en question qui fonctionne comme consonne d'enchaînement : pars avec lui [paʁ avɛk lɥi] plutôt que [paʁz‿ avɛk lɥi], les vers et la prose [lɛ vɛʁ e la pʁoz] plutôt que [lɛ vɛʁz‿ e la pʁoz].

### Liaison interdite
Note : dans la suite on a noté par X l'interdiction de liaison.
Enfin, il est réputé incorrect de pratiquer une liaison :
- après et (le t est bien étymologique, du latin et, mais la consonne correspondante s'était complètement amuïe en roman bien avant que les consonnes finales du français ne tendissent à le faire, elle n'est donc jamais prononcée) ;
- devant un mot débutant par un h « aspiré » (les X haricots, ils X halètent), où l'hiatus, ainsi que l'absence d'élision et d'enchaînement, sont ici obligatoires dans la langue normée ; dans les registres courant à familier, ce phénomène, appelé disjonction, est souvent omis, soit par ignorance de l'usage, soit par plaisanterie (la fin des « zaricots »).
- Dans les cas où la dernière voyelle du premier mot, ou la première voyelle du second mot est une semi-voyelle (ou glissante, ou glide), celle-ci se comportant alors comme une consonne[2].

Dans les cas suivants (cette énumération n'est pas exhaustive), la liaison potentielle serait choquante en prose, on peut donc la considérer comme interdite par l'usage courant :
- Après un nom au singulier se terminant par une consonne muette : Si la liaison dans ces cas change le sens : galop X effréné, sujet X intéressant[3], débat X acharné, président X américain, parlement X européen – on peut ainsi opposer un nom et un adjectif homophone : un savant‿ Anglais (une personne de nationalité anglaise qui est savante : d'ordinaire, les adjectifs antéposés se lient) ~ un savant X anglais (une personne appartenant au corps scientifique qui est de nationalité anglaise)[4] ou de même : un savant‿ aveugle ~ un savant X aveugle[5].
- Après certains mots qui se terminent par deux consonnes dont une seule est sonore, tels que tard, tort, part, remords, toujours[6], nord X est, nord X ouest, il perd X un ami, je prends part X à votre deuil, à tort X et à travers ;
- Dans certaines expressions figées ou mots composés : nez X à nez, un bon X à rien,  corps X à corps ;
- Devant certains mots commençant par les approximantes [j] et [w] : les X yaourts, un X oui mais les‿yeux, les‿ouïes (les mots excluant la liaison empêchent également l'élision, mais l'usage hésite pour certains mots comme ouate) [7] ;
- Devant quelques mots à initiale vocalique comme onze, un (en tant que numéral et non qu'article) et huit (qui a pourtant un h muet), dans certains cas : les X onze enfants, les numéros X un (pour « les numéros un », mais les‿ uns X et les‿ autres), les X huit enfants (mais liaison dans dix-huit, mot composé).
- Devant une abréviation commençant par une consonne telle que [N] ou [S], comme dans : « un X SDF »[réf. souhaitée].

## Erreurs
Dans ses grandes lignes, la liaison, telle que décrite précédemment, n'est obligatoire que dans de rares cas, tous registres de langue confondus. L'omission d'une telle liaison est généralement considérée comme une erreur et non une liberté prise avec la norme. Dans les cas de liaison facultative, l'omission sera courante et la liaison n'apparaîtra que dans une diction posée et attentive. D'autre part, pratiquer une liaison là où elle est impossible peut aussi passer pour une erreur, sauf dans le cas de la disjonction avec le h « aspiré » : la liaison passera pour l'indice d'un locuteur peu cultivé devant un interlocuteur la pratiquant. Même dans la langue familière, la liaison devant le h « aspiré » (des-z'haricots) peut sembler fruste ou humoristique.
Il arrive, par hypercorrection ou par euphonie, qu'on prononce une liaison là où il n'en existe pas, qu'elle soit orthographiquement possible mais interdite : et‿ainsi, ou qu'elle soit orthographiquement impossible : moi-z'avec, ils‿étaient-z'amis. On nomme ce phénomène pataquès, pataqu'est-ce, ou encore liaison mal-t'à-propos, par auto-référence. Dans de rares cas, ces liaisons sont conservées par la langue et deviennent obligatoires (entre quat'-z'yeux, donnes-z'en, mange-t-il - on parle de phonème éphelcystique). Sinon, elles sont ressenties comme des omissions de disjonction (locuteur peu cultivé ou maladresse). On nomme une telle erreur cuir quand la consonne ajoutée est un [t], velours pour l'ajout d'un [z] (les dictionnaires ne s'accordent que difficilement sur les définitions de ces termes) :
- cuir : il a-t'un chapeau, tu peux-t'avoir
- velours : moi-z'aussi, vingt-z'euros, cent-z'euros.

Enfin, il est à noter que dans certaines régions francophones du monde, on a parfois gardé à l'oral l'usage provenant de formes anciennes du français. Par exemple : cent écrit et prononcé cens au Nord de l'Europe, dont la présence peut être relevée jusqu'au XVIIIe siècle chez certains auteurs français,. Les liaisons ainsi engendrées peuvent paraître fautives en comparaison de la norme actuelle.

## Cas particuliers
La lecture des vers, qu'ils soient déclamés ou chantés, a longtemps imposé le respect de toutes les liaisons potentielles, même celles réputées choquantes en prose, ainsi que la lecture de tous les e caducs nécessaires (consulter l'article sur le vers pour plus de détails).
À la césure (quatrième syllabe des décasyllabes et sixième syllabe des alexandrins), la liaison était cependant facultative dès le XVIIe siècle au moins, comme en témoigne le grammairien Hindret (1696). Omettre une liaison qui fait obstacle à l'élision d'une syllabe féminine a un effet destructeur sur le rythme du vers concerné (dans cet exemple, cité par Mourgues, Les foibles & les forts meurent également, il faut lier après foibles et après meurent pour conserver les douze syllabes de l'alexandrin). Depuis le XVIIe siècle, on justifie aussi la pratique systématique de la liaison dans le vers par la nécessité d'éviter l'hiatus. Mais un tel souci ne saurait être à l'origine de la pratique plus générale et plus ancienne consistant à tout enchaîner à l'intérieur du vers, car celle-ci était déjà la règle à une époque plus reculée, où l'hiatus était encore parfaitement toléré dans le vers français. On pense en particulier au témoignage du grammairien Palsgrave qui décrit, en 1530, la diction de vers d'Alain Chartier.
Ces règles valent aussi pour les vers dramatiques, mais elles ont pu connaître quelques assouplissements à partir du XIXe siècle.
La maîtrise et le dosage des liaisons (mais sans lecture obligatoire des e « caducs ») participe également de l'art oratoire : il s'agit, de fait, d'un des « éléments phonostylistiques les plus facilement décelables de la prononciation » (P. Léon). Les professionnels de la parole publique tantôt suppriment un fort pourcentage de liaisons facultatives (Bernard Pivot), tantôt les réalisent toutes ou encore en modulent le pourcentage en fonction du public visé, comme le faisait le général de Gaulle. Dans ce cadre se développe un emploi étranger à l'oral courant même soutenu, mais fréquent dans les allocutions radiodiffusées et télévisuelles de certains hommes politiques (Jacques Chirac, par exemple, est coutumier du fait) : il consiste à prononcer automatiquement certaines liaisons indépendamment du mot suivant, tout en introduisant une pause (disjonction ou voyelle d'hésitation notée traditionnellement euh) à la suite de la consonne de liaison. Par exemple : ils ont entendu est normalement prononcé [ilz‿ ɔ̃ ɑ̃tɑ̃dy] ou, plus soutenu, [ilz‿ ɔ̃t‿ ɑ̃tɑ̃dy] ; un locuteur pratiquant la prononciation en question dira [ilz‿ ɔ̃t ʔɑ̃tɑ̃dy] [ilz‿ ɔ̃təː(ːːː) ɑ̃tɑ̃dy] (« ils ont euh… entendu »). On peut même entendre ils ont décidé prononcé [ilz‿ ɔ̃t | deside] ([|] représente une pause ; « ils ont'… décidé ») ou [ilz‿ ɔ̃təː(ːːː) deside] (« ils ont euh… décidé »). Dans le premier cas, une pause entre deux mots reliés de manière si forte produit un effet étrange ; quant au second cas, il partage avec le pataquès le fait que la consonne est non motivée.

## Origine
Jusqu'à une date qu'on peut situer vers le XIIe siècle, de nombreuses consonnes finales étymologiques se prononçaient dans tous les contextes (devant consonne, à la pause et devant voyelle), mais sous forme dévoisée :
b final sonnait [p], d final sonnait [t], g final sonnait [k], etc. La graphie s'est plus ou moins adaptée à ce dévoisement, ce qui explique par exemple que l'adjectif grand, qui dérive du latin grandis, soit souvent noté grant (aux deux genres) dans les manuscrits médiévaux, graphie qui a persisté jusqu'à la Renaissance, où le masculin grand et le féminin analogique grande, correspondant à la graphie actuelle, ont été refaits sur l'étymon latin. Cependant, la variante dévoisée, à savoir [t], s'est maintenue jusqu'à nos jours dans la liaison. De même, sang ou bourg, lorsqu'ils suscitent une liaison, par exemple dans l'expression figée sang impur (La Marseillaise), ou le toponyme Bourg-en-Bresse, ont maintenu le [k] correspondant au [ɡ] dévoisé qui prévalait avant le XIIe siècle.
Pour d'autres consonnes finales historiques, comme s ou z, c'est au contraire la variante voisée qui apparaît à la liaison. Ainsi, le pluriel grants ou granz, dont la consonne finale sonnait originellement [ts], mais s'est affaiblie en [z] devant voyelle. Quant au x final, comme celui de chevaux, il s'agit à l'origine d'un raccourci graphique, mis à la place de -us. Cela explique qu'il ait évolué exactement comme -s final.
Le passage du proto-français (qui, pour autant qu'on puisse en juger, n'écrit que des consonnes finales qui se prononcent dans tous les contextes) au français moderne (qui connaît de nombreuses consonnes de liaison) implique une période intermédiaire, qui prend place en gros entre le XIIIe et le XVIe siècle, au cours de laquelle les consonnes finales tombent devant consonne initiale mais se maintiennent dans les autres contextes, à savoir aussi bien à la pause (et donc lorsque le mot concerné est prononcé isolément) que devant voyelle initiale. On parle alors, non pas de liaison, mais de troncation. Un tel régime a presque complètement disparu aujourd'hui, où il ne persiste que dans de rares cas particuliers, par exemple celui du numéral six, prononcé [sis] à la pause, [si] devant consonne initiale, et [siz] devant voyelle initiale.
Ce n'est qu'à partir du moment où ces consonnes finales tombent à la pause et ne se maintiennent plus que devant voyelle qu'on atteint à proprement parler le stade de la liaison : s'agissant de l'usage décrit et promu par les grammairiens, la liaison prévaut sur la troncation dès le début du XVIIe siècle. Parallèlement apparaissent des règles comme celle du mot régi, déjà formulée en 1659 par le grammairien Laurent Chifflet, qui tentent de distinguer les conditions syntaxiques dans lesquelles la liaison (obligatoire ou facultative) apparaît de celles où elle est intolérable (excepté dans la diction des vers).

### Usages fluctuants
À la lecture de documents anciens écrits dans un alphabet phonétique, exercice devenu courant chez les grammairiens désireux de décrire la langue française ou de discuter de son orthographe à partir du XVIe siècle, on remarque que les liaisons n'ont pas été toujours pratiquées comme actuellement.
Par exemple, les Instructions chrétiennes mises en ortografe naturelle (1715) de Gilles Vaudelin, qui présentent diverses prières selon un alphabet phonétique présenté en 1692 à l'Académie et publié en 1713 dans la Nouvelle maniere d'ecrire comme on parle en France, nous montrent les absences de liaison suivantes (la transcription suit l'API) :
- Saint Esprit : [sε̃ εspri] au lieu de [sε̃t‿ εspri] ;
- tout à Vous glorifier : [tu a (vu glorifje)] au lieu de [tut‿ a] ;
- qui êtes aux cieux : [ki εt o sjø] au lieu de [ki εt(ə)z‿ o sjø].

Contrairement à ce qu'on pourrait penser en comparant cette diction à la norme soignée actuelle, il ne s'agit pas là de la transcription d'une prononciation relâchée, vulgaire ou rurale, mais de celle d'une « conversation honnête et familière » à Paris vers 1700. C'est aussi très vraisemblablement ainsi que, dans les églises de Paris, on pouvait prononcer les prières et le catéchisme. Mais il ne s'agit pas pour autant d'une norme unique, l'usage de l'époque en matière de liaison étant encore plus flottant que maintenant.
La pratique de grammairien Milleran (1696), qui note systématiquement en italique les consonnes finales qu'il ne prononce pas, montre une très grande variabilité en la matière. Ainsi, s'il fait le plus souvent les liaisons qu'on considère aujourd'hui comme obligatoires, il peut lui arriver, quoique de manière rare et inconstante, d'en omettre, en prononçant, par exemple, les X autres, sans liaison.